# Neznámý
Neznámý je filmový psychologický thriller z roku 2011, který vznikl v koprodukci Německa, Velké Británie a Francie. Režíroval ho Jaume Collet-Serra a hlavní role hrají Liam Neeson, Diane Krugerová, January Jones, Aidan Quinn, Bruno Ganz a Frank Langella. Film byl natočen na námět francouzského románu z roku 2003 Hors de moi autora Didiera Van Cauwelaerta.

## Obsah
Dr. Martin Harris a jeho žena Liz přiletěli do Berlína na biotechnologický kongres. Při příjezdu do hotelu si Martin uvědomí, že na letišti zapomněl kufr. Taxíkem, který řídí taxikářka Gina, se pro něj vrací, ale cestou má vůz havárii a spadne z mostu do řeky. Při havárii Martin upadne do bezvědomí. Gina ho zachrání před utopením, ale z místa nehody uteče, aby se vyhnula kontaktu s policií, protože je nelegální přistěhovalkyní z Bosny a Hercegoviny. Po čtyřech dnech v kómatu se Martin na Den díkůvzdání probere z bezvědomí v nemocnici. Martin se vrátí do hotelu, kde najde svoji ženu s jiným mužem. Manželka prohlašuje, že Martina nezná. Martin se k prokázání své identity pokusí kontaktovat svého starého kolegu profesora Rodneyho Cola, jemuž se ale kvůli oslavám Dne díkuvzdání v USA nedovolá.
Martin se vydá do kanceláře profesora Leo Bresslera, s nímž měl naplánovanou schůzku. Když tam dorazí, uvidí, že na schůzce je jiný muž (Martin B), který se za něho vydává. Když se Martin snaží prokázat svoji totožnost, Martin B také ukáže svůj průkaz totožnosti a rodinnou fotografii. Obojí je shodné s Martinovým, pouze jeho osoba je nahrazena Martnem B. Po této krizi identity Martin znovu upadne do bezvědomí a probudí se zpět v nemocnici. V nemocnici se objeví vrah Smith, který se ho pokusí zabít, ale Martin unikne. Vrahovou obětí se stane sestra Gretchen Erfurtová. Martin se snaží vzpomenout na program, který měl naplánovaný na další den. Vyhledá pomoc u přítele Gretchen Erfurtové Ernsta Jürgena, který je soukromým detektivem a bývalým agentem Stasi. Martinovými jedinými vodítky jsou kniha o botanice jeho otce a Gina, která pracuje v restauraci, protože z taxikářské společnosti byla kvůli nehodě propuštěna. Zatímco se jí Martin snaží přesvědčit, aby mu pomohla, Jürgen zjišťuje informace o Martinovi a biotechnologickém kongresu, na který přijel. Vypátrá, že kongres pořádá princ Shada ze Saúdské Arábie, který financuje tajný projekt vedený profesorem Bresslerem. Princ
Shada ve své zemi přežil četné pokusy o zavraždění ze strany extremistů a Jürgen má podezření, že důvodem krádeže Martinovy totožnosti by mohla být příprava dalšího atentátu na prince.

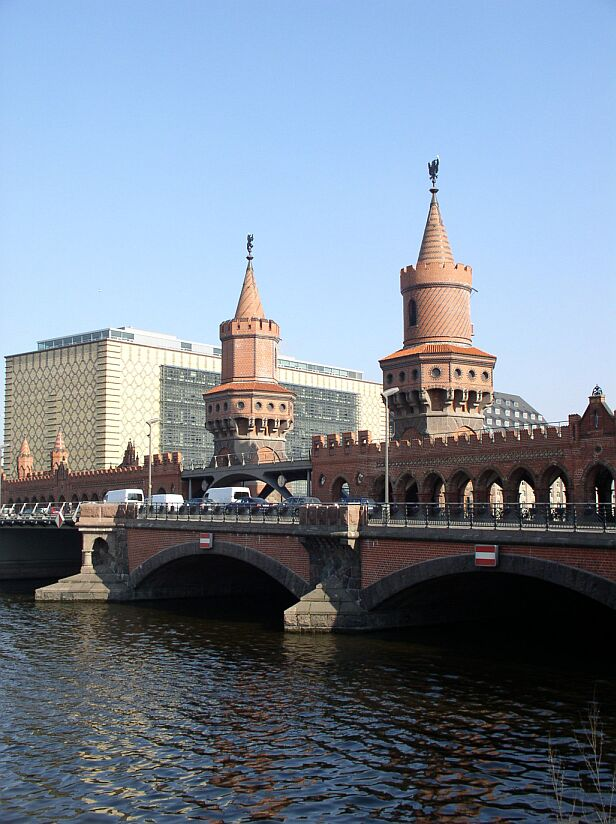
Oberbaumbrücke - most, z kterého taxi havarovalo do řeky

Smith a další vrah Jones se pokusí Martina i Ginu zabít, ale oběma se jim podaří po zápase v Ginině bytě, při kterém Gina zabije Smithe, uprchnout. Martin ve své knize najde řadu čísel zapsaných jeho ženou. Číslům odpovídají slova na určitých stranách knihy, jedná se o nějaký tajný kód. Na základě znalosti svého rozvrhu se Martinovi podaří zastihnout Liz o samotě. Řekne mu, že zapomněl kufr na letišti. Mezitím Jürgena navštíví Cole. Jürgen zjistí, že Cole býval členem legendární tajné skupiny žoldáků známé pod názvem "Sekce 15" a že je zkušeným zabijákem. Když si domyslí, že ho Cole přišel zabít a že mu nemůže uniknout, spáchá sebevraždu tím, že vypije kyanid v kávě, aby ochránil Martina. Když se Martinovi na letišti podaří získat svůj kufr, rozejde se s Ginou. Gina je pak ale svědkem, jak Martina unesou Cole s Jonesem. Ukradne proto taxík a pronásleduje Coleovu dodávku. Když se Martin probudí na krytém vícepatrovém parkovišti, Cole mu vysvětlí, že Martin Harris je jen krycí jméno, a on, Liz i Martin B jsou zabijáci, kteří na kongresu mají úkol. Zranění při havárii taxíku mu poškodilo paměť a uvěřil, že je skutečným Martinem Harrisem. Gina vpadne na parkoviště a zabrání Jonesovi Martina zabít. Zatímco se Cole schová v dodávce, Gina po krátkém zápase Jonese narazí autem na Coleovu dodávku, kterou vytlačí a shodí dolů z parkoviště, čímž zabije i Colea. Martin v kufru najde utajenou schránku s dvěma kanadskými pasy a vzpomene si, že s Liz již v Berlíně byli před třemi měsíci a že do hotelového apartmá prince Shady umístili výbušniny.
Martin s vědomím své vlastní role ve vražedném plánu se snaží svoji vinu odčinit a vraždě zabránit. Spolu s Ginou se vypraví do hotelu, kde ho ale hned zadrží ochranka. Martinovi se podaří prokázat, že už v hotelu byl před třemi měsíci, a varuje ochranku před hrozbou výbuchu. Přitom si uvědomí, že cílem atentátu není princ Shada, ale profesor Bressler, který objevil geneticky modifikovanou odrůdu kukuřice odolné nepříznivým klimatickým podmínkám, pomocí které mohl být vyřešen problém s nedostatkem potravin ve světě. Pokud by Bressler zahynul a výsledky jeho výzkumu by byly odcizeny, miliardy dolarů by se dostaly do špatných rukou. Liz se podle vlastní kopie knihy s tajnými kódy dálkovým přístupem dostane do Bresslerova notebooku a ukradne mu data o výzkumu. Celý hotel je evakuován. Jelikož plán vraždy byl prozrazen, Liz se pokusí deaktivovat výbušniny, ale nestihne to včas a je při výbuchu zabita. Martin zabije Martina B, posledního vraha, aby nemohl zavraždit Bresslera. Potom Bressler veřejně oznámí, že svůj projekt zdarma věnuje světu, a Martin s Ginou nastoupí do vlaku s novými pasy i identitami.

## Obsazení
| Liam Neeson     | Dr. Martin Harris                |
| Diane Krugerová | Gina                             |
| January Jones   | Elizabeth "Liz" Harrisová        |
| Aidan Quinn     | Martin B                         |
| Frank Langella  | Professor Rodney Cole            |
| Bruno Ganz      | Ernst Jürgen, bývalý agent Stasi |
| Sebastian Koch  | Professor Bressler               |
| Stipe Erceg     | Jones                            |
| Rainer Bock     | Pan Strauss                      |
| Mido Hamada     | Princ Shada                      |
| Karl Markovics  | Dr. Farge                        |
| Eva Löbau       | sestra Gretchen Erfurtová        |
| Clint Dyer      | Biko                             |

## Produkce

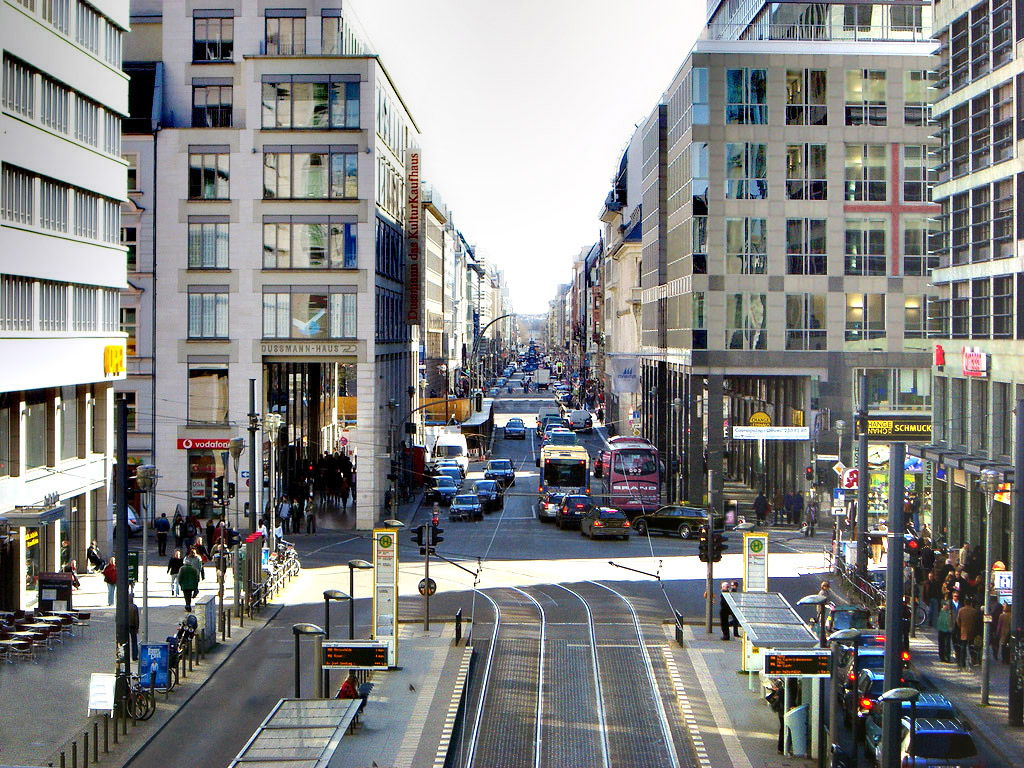
Friedrichstraße, Berlín, kde se odehrává automobilová honička

Hlavní část natáčení filmu proběhla na začátku února 2010 v Berlíně a ve filmových studiích Studia Babelsberg. Most, z něhož taxi spadlo do řeky se jmenuje Oberbaumbrücke. Ulice Friedrichstraße byla kvůli natáčení automobilové honičky uzavřena několik nocí. Natáčelo se i v hotelu Adlon. Pro exteriéry byly vybrány různé části Berlína (Neue Nationalgalerie, Berlin Hauptbahnhof, Berlin Friedrichstraße, Pariser Platz, Museum Island a Oranienburger Straße, ale i mezinárodní letiště Lipsko/Halle. Pracovní název byl Unknown White Male (Neznámý bílý muž).